# Tachina idiotica
Tachina idiotica là một loài ruồi trong họ Tachinidae.